# سیرا د لاس نیوس
سیرا د لاس نیوس (به اسپانیایی: Sierra de las Nieves) یک رشته‌کوه در اسپانیا است که در Málaga Province, Andalusia واقع شده‌است. سیرا د لاس نیوس ۱٬۹۱۹ متر بالاتر از سطح دریا واقع شده‌است.